# Indywidualne Mistrzostwa Polski w Zapasach 1925
Mistrzostwa Polski w Zapasach 1925 – zawody sportowe, które odbyły się w 1925 w Katowicach.
Były to pierwsze oficjalne mistrzostwa Polski, zorganizowane przez Polski Związek Atletyczny z siedzibą w Katowicach powstały z  połączenia  Polskiego  Towarzystwa Atletycznego i Polskiego Związku Ciężkiej Atletyki. Mistrzostwa odbyły się wyłącznie w stylu klasycznym.

## Medaliści
| Kategoria:      | Złoto:                           | Srebro:                                                | Brąz:                               |
| waga musza      | Jan Koptoń Athen Ruda Śląska     | Konstanty Moczko Sokół II Katowice                     |                                     |
| waga kogucia    | Alfons Majer Siła Łódź           | Banasiak PTA Warszawa                                  |                                     |
| waga piórkowa   | Wincenty Garuś Polonia Nowa Wieś | Leon Mazurek Polonia Nowa Wieś                         | Piotr Szczeblewski Parowóz Warszawa |
| waga lekka      | Ludwik Skalec Athen Ruda Śląska  | Ryszard Błażyca Powstaniec Nowa Wieś                   | Roman Berger Siła Łódź              |
| waga półśrednia | Chudzikowski PTA Warszawa        | Leon Rękawek PTA Warszawa                              | Mnich Siła Łódź                     |
| waga średnia    | Eryk Zeug Powstaniec Nowa Wieś   |                                                        |                                     |
| waga półciężka  | Jan Gałuszka Sokół II Katowice   |                                                        |                                     |
| waga ciężka     | Paweł Hein Sokół II Katowice     | Brunon Feliks Szczęsny Kolejowy Klub Sportowy Katowice |                                     |